# 巴基斯坦共产党
巴基斯坦共产党（缩写为CPP）是巴基斯坦历史上的一个共产主义政党。巴基斯坦独立后不久的1948年3月6日，该党成立于加尔各达。1995年，该党与工农党梅杰·伊沙克派合并为共产主义工农党。